# Džefri Hinton
Džefri Everest Hinton CC FRS FRSC (rođen 6. decembra 1947) je britansko-kanadski informatičar i kognitivni psiholog, najpoznatiji po svom radu na veštačkim neuronskim mrežama. Od 2013. do 2023. svoje vreme je podelio radeći za Gugl (Google Brain) i Univerzitet u Torontu, pre nego što je javno objavio svoj odlazak iz Gugla u maju 2023, navodeći zabrinutost zbog rizika od tehnologije veštačke inteligencije (AI). Godine 2017, on je bio suosnivač i postao je glavni naučni savetnik Instituta Vektor u Torontu.
Zajedno sa Dejvidom Rumelhartom i Ronaldom Dž. Vilijamsom, Hinton je bio koautor veoma citiranog rada objavljenog 1986. godine koji je popularizovao algoritam bekpropagacije za obuku višeslojnih neuronskih mreža, iako oni nisu bili prvi koji su predložili pristup. Hinton se smatra vodećom figurom u zajednici dubokog učenja. Prekretnica u prepoznavanju slika koju je AlexNet dizajnirao u saradnji sa njegovim studentima Aleksom Križevskim i Iljom Sutskeverom za Imidžnet izazov 2012 bio je napredak u oblasti kompjuterskog vida.
Hinton je 2018. godine dobio Tjuringovu nagradu, često nazivanu „Nobelovom nagradom za računarstvo“, zajedno sa Džošuom Benđom i Janom Lekunom, za njihov rad na dubokom učenju. Ponekad se nazivaju „Kumovima dubokog učenja“, i nastavili su da zajedno drže javne govore.
U maju 2023, Hinton je najavio svoju ostavku iz Gugla da bi mogao „slobodno da govori o rizicima veštačke inteligencije“. Izrazio je zabrinutost zbog namerne zloupotrebe od strane zlonamernih aktera, tehnološke nezaposlenosti i egzistencijalnog rizika od veštačke opšte inteligencije. On je primetio da će uspostavljanje bezbednosnih smernica zahtevati saradnju među onima koji se takmiče u korišćenju veštačke inteligencije kako bi se izbegli najgori ishodi.

## Literatura
- Rothman, Joshua, "Metamorphosis: The godfather of A.I. thinks it's actually intelligent – and that scares him", The New Yorker, 20 November 2023, pp. 29–39.